# Ronda de San Pedro

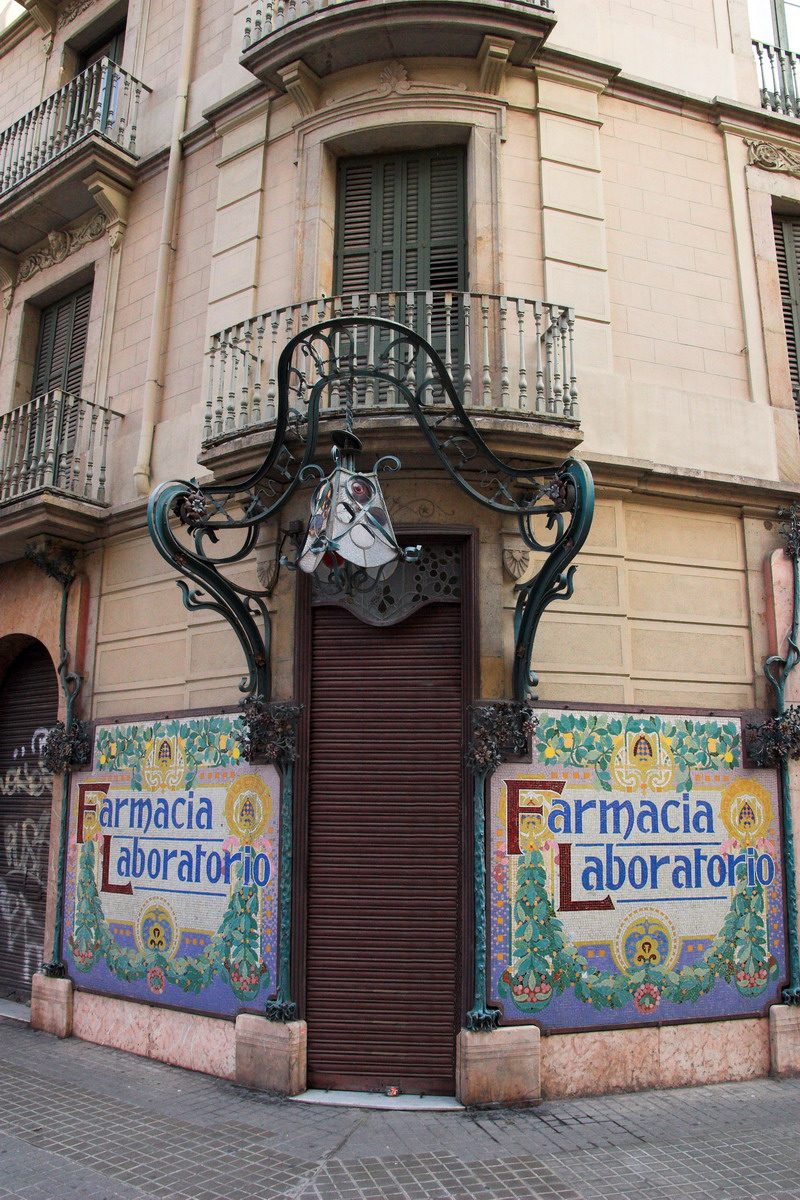
Antigua farmacia Viladot que abrió sus puertas en 1905 y está situada en la ronda de San Pedro nº 40.

La ronda de San Pedro (en catalán ronda de Sant Pere) es una avenida de la ciudad de Barcelona (España). La ronda, situada íntegramente en el distrito del Ensanche, empieza en la plaza de Cataluña, como continuación de la ronda de la Universidad, y acaba delante del Arco de Triunfo, al final del paseo de Lluís Companys e inicio del paseo de San Juan.
Sigue el trazado de una parte de la muralla moderna de Barcelona y toma su nombre del baluarte de San Pedro (situado en una parte de la actual ronda), que tuvo cierta importancia en la defensa de la ciudad durante el sitio de Barcelona, en el marco de la guerra de sucesión española.